# Ficus profusa
Ficus profusa är en mullbärsväxtart som beskrevs av Edred John Henry Corner. Ficus profusa ingår i släktet fikonsläktet, och familjen mullbärsväxter. Inga underarter finns listade i Catalogue of Life.